# Asaphocrita aurae
Asaphocrita aurae là một loài bướm đêm thuộc họ Blastobasidae, là loài đặc hữu của Costa Rica.